# Таран Вадим Володимирович
Вадим Вікторович Таран нар. 23 липня 1965) — колишній радянський та український футболіст, що грав на позиції захисника. Найбільш відомий за виступами у команді «Кривбас», де він тривалий час був одним із основних захисників клубу, відомий за виступами у низці інших українських клубів різних ліг, нетривалий час грав також у білоруській вищій лізі.

## Кар'єра футболіста
Вадим Таран розпочав свою футбольну кар'єру в 1982 році в криворізькому «Кривбасі», який виступав у другій лізі СРСР. Наступного року молодого футболіста запросили до клубу вищої радянської ліги — дніпропетровського «Дніпра», проте в команді Таран грав виключно за дублюючий склад, і вже у 1985 році повернувся до «Кривбаса». Після повернення до команди футболіст став одним із основних гравців захисної ланки команди, та зіграв у її складі за 4 роки 118 матчів. У 1989 році на рік Вадим Таран поїхав на футбольні заробітки до Петропавловська-Камчатського, де грав за місцевий клуб другої ліги «Вулкан». У 1990 році футболіст повернувся до «Кривбаса», де повернув собі місце в основі команди, проте в середині 1991 року Таран стає гравцем нещодавно організованої команди майстрів «Буджак» із Комрата, в якій футболіст виступав до закінчення останнього чемпіонату СРСР. У 1992 році Таран повертається в Україну, де розпочинає виступи за клуб перехідної ліги «Фетровик» із Хуста. Після закінчення сезону 1992—1993 Вадим Таран повертається до Кривого Рогу, де протягом двох років грає за місцевий аматорський клуб «Будівельник». На початку 1995 року футболіст півроку провів у криворізькій команді другої ліги «Сіріус». Із серпня до листопада 1995 року Вадим Таран грав у команді першої ліги «Скала» зі Стрия. На початку 1996 року футболіст отримав запрошення від вищолігового клубу — луцької «Волині», проте в команді зіграв тільки 5 матчів, і покинув клуб. У 1997—1998 роках Вадим Таран грав у білоруському клубі вищої ліги «Торпедо» із Жодіна. У 1998 році футболіст повернувся до України, та протягом року грав за клуб другої ліги «Рось» із Білої Церкви, в якій і завершив свою футбольну кар'єру.